# Coyoacán, Guerrero
Coyoacán är en ort i Mexiko.   Den ligger i kommunen Zitlala och delstaten Guerrero, i den södra delen av landet, 190 km söder om huvudstaden Mexico City. Coyoacán ligger 1 605 meter över havet och antalet invånare är 231.
Terrängen runt Coyoacán är kuperad åt sydväst, men åt nordost är den bergig. Runt Coyoacán är det ganska glesbefolkat, med 40 invånare per kvadratkilometer. Närmaste större samhälle är Chilapa de Alvarez, 13,0 km söder om Coyoacán. I omgivningarna runt Coyoacán växer huvudsakligen savannskog.